# Tricyphona pumila
Tricyphona (Tricyphona) pumila là một loài ruồi trong họ Pediciidae. Chúng phân bố ở vùng sinh thái Nearctic.